# Vatohandrina
Vatohandrina is een plaats en gemeente in Madagaskar gelegen in het district Mananjary van de regio Vatovavy-Fitovinany. Er woonden bij de volkstelling in 2001 ongeveer 8000 mensen.
In de plaats is basisonderwijs beschikbaar. 99,5% van de bevolking is landbouwer. Het belangrijkste gewas is koffie, maar er wordt ook bananen, cassave en rijst verbouwd. 0,5% van de bevolking is werkzaam in de dienstensector.